# Саут-Міллс (Північна Кароліна)
Саут-Міллс (англ. South Mills) — переписна місцевість (CDP) в США, в окрузі Кемден штату Північна Кароліна. Населення — 362 особи (2020).

## Географія
Саут-Міллс розташований за координатами 36°26′16″ пн. ш. 76°19′51″ зх. д. / 36.43778° пн. ш. 76.33083° зх. д. (36.437859, -76.330737).  За даними Бюро перепису населення США в 2010 році переписна місцевість мала площу 4,64 км², уся площа — суходіл.

## Демографія
Згідно з переписом 2010 року, у переписній місцевості мешкали 454 особи в 171 домогосподарстві у складі 126 родин. Густота населення становила 98 осіб/км².  Було 186 помешкань (40/км²).
Расовий склад населення:
| - 74,9 % — білих - 16,3 % — чорних або афроамериканців - 2,4 % — азіатів - 0,9 % — корінних американців - 2,2 % — осіб інших рас |

До двох чи більше рас належало 3,3 %. Частка іспаномовних становила 2,4 % від усіх жителів.
За віковим діапазоном населення розподілялося таким чином: 23,8 % — особи молодші 18 років, 56,8 % — особи у віці 18—64 років, 19,4 % — особи у віці 65 років та старші. Медіана віку мешканця становила 41,0 року. На 100 осіб жіночої статі у переписній місцевості припадало 98,3 чоловіків;  на 100 жінок у віці від 18 років та старших — 92,2 чоловіків також старших 18 років.
Середній дохід на одне домашнє господарство  становив 36 776 доларів США (медіана — 40 063), а середній дохід на одну сім'ю — 42 018 доларів (медіана — 41 375). 
Цивільне працевлаштоване населення становило 66 осіб. Основні галузі зайнятості: виробництво — 36,4 %, освіта, охорона здоров'я та соціальна допомога — 25,8 %, публічна адміністрація — 24,2 %.